# Жар-жар
Жар-жар — казахская и киргизская обрядово-бытовая песня, исполняемая на проводах невесты во время свадьбы. Исполняется в форме айтыса между джигитами и девушками. Основное содержание песни — наставления девушке, которая уезжает в чужие края. Ей желают быть приветливой хозяйкой в новом доме, народить детей, жить счастливой жизнью.
Жар-жар традиционно исполняется после завершения всех развлечений, связанных с проводами девушки, перед самым её отъездом. Однако ныне жар-жар поётся не только на проводах невесты, но и непосредственно используется на свадьбах в форме театрализованного представления.

## Содержание
Песню запевают акыны или джигиты. Джигиты стараются успокоить девушку, что близких родственников ей заменят родственники жениха:
| Оригинальный казахский текст: Қара насар, замандас, қара насар, жар-жар! Қара мақпал сәукелең шашың басар, жар-жар! Мұнда әкем қалды, — деп қам жемегін, жар-жар! Жақсы болса қайын атаң орын басар, жар-жар! | Примерный русский перевод: Кара насар, сверстница, кара насар, жар-жар! Чёрное саукеле хорошо держит твои волосы, жар-жар! Не печалься, что отец твой остался здесь, жар-жар! Свёкор твой пусть будет хорошим, заменит его тебе, жар-жар! |

В свою очередь девушка поёт о горечи прощания с родным аулом, близкими, ровесниками, друзьями:
| Оригинальный казахский текст: Есік алды қара су майдан болсын, жар-жар! Ақ жүзімді көргендей айнам болсын, жар-жар! Қайын атасы бар дейді осы қазақ, жар-жар! Айналайын әкемдей қайдан болсын, жар-жар! | Примерный русский перевод: Пусть перед дверью будет чёрное озеро, жар-жар! Пусть оно будет зеркалом, в котором видна моя красота, жар-жар! Говорят парни, что есть у меня свёкор, жар-жар! Но разве может он заменить милого отца, жар-жар! |

Участницей айтыса является и сватья, которой отводится роль утешительницы. Её речь изобилует наказами и шутками.

## Структура
Как правило, жар-жар сочиняется 11-сложным стихом с произвольной рифмой. Мужские партии характеризуются ровным движением с остановками в конце фразы. Женские партии обычно излагаются в минорном ладу и развиваются следующим образом: восходящее движение после остановки на верхнем звуке сменяется нисхождением к тонике.

## Близкие аналоги
Свадебные песни с похожим названием существуют и у других тюркских народов: туркменские яр-яр и узбекские ёр-ёр (иногда также называются яр-яр).